# دهستان شیخ‌موسی
دهستان شیخ‌موسی نام دهستانی در بخش مرکزی شهرستان آق‌قلا، استان گلستان در ایران است. براساس سرشماری مرکز آمار ایران در سال ۱۳۸۵، جمعیت آن ۱۲۹۰۹ نفر (۲۶۲۱ خانوار) بوده‌است.